# Raymond Ducastaing
Raymond Ducastaing est un homme politique français né le 30 décembre 1738 au Houga (Bas-Armagnac) et décédé le 11 novembre 1818 à Lannux (Gers). Fils de Jean-Albert Ducastaing et de Catherine Mié, il descend d'une lignée de notaires royaux originaires de la paroisse de Toujun, fondée par son grand-père Guillaume Ducastaing, sergent royal puis notaire.
Curé de Lannux, il est député du clergé aux états généraux de 1789 pour la sénéchaussée d'Armagnac et vote avec son ordre.

## Sources
- « Raymond Ducastaing », dans Adolphe Robert et Gaston Cougny, Dictionnaire des parlementaires français, Edgar Bourloton, 1889-1891 [détail de l’édition]